# Leuchtdichtefaktor
Der Leuchtdichtefaktor (englisch luminance factor) {\displaystyle \beta } wird verwendet zur Beurteilung des visuellen Abstrahlverhaltens (Reflexionsverhaltens) von Oberflächen (Warnwesten, Warndreiecke, Warntafeln, Hinweisschildern oder Bildwänden). Er ist definiert als:
{\displaystyle \beta ={\frac {L_{M}}{L_{S}}}}
mit
- der Leuchtdichte {\displaystyle L_{M}} der zu beurteilenden Oberfläche (Muster)
- der Leuchtdichte {\displaystyle L_{S}} einer ideal streuenden und gleichzeitig ideal reflektierenden Oberfläche (Standard); eine solche idealisierte, nur in der Theorie existierende Oberfläche wird als Weißstandard oder Weißnormal bezeichnet.

Um das vollständige Reflexionsverhalten einer Oberfläche zu beschreiben, benötigt man Leuchtdichtefaktoren in Abhängigkeit von der Beleuchtungsart und -richtung, der Betrachtungsart und -richtung sowie der Spektralverteilung, z. B.
- für diffuse Anleuchtung mit Beobachtung unter 8° (d/8°) und einer Spektralverteilung nach Normlichtart A oder
- für umlaufende Beleuchtung unter 45° mit lotrechter Beobachtung (45°c/0°) und einer Spektralverteilung mit Tageslicht.

Grafisch veranschaulicht wird diese Zuordnung in Form einer Leuchtdichtefaktor-Indikatrix.

## Fluoreszierende Materialien
Oberflächen, die dem Schutz vor Gefahren dienen (bspw. Warnwesten) müssen mit fluoreszierenden Materialien versetzt werden, so dass bei Anleuchtung mit Tageslicht (D65) eine erhebliche Vergrößerung des Leuchtdichtefaktors und somit eine erhebliche Verbesserung der Sichtbarkeit eintritt. Die obige, allgemeine Formel wird mit Hilfe eines fluoreszierenden ({\displaystyle f}) sowie eines reflektierenden Anteils ({\displaystyle r}) für den totalen Leuchtdichtefaktor ({\displaystyle \beta _{t}}) diversifiziert:
{\displaystyle {\begin{alignedat}{2}\beta _{t}={\frac {L_{M}}{L_{S}}}&={\frac {L_{\mathrm {M,r} }+L_{\mathrm {M,f} }}{L_{\mathrm {S,r} }}}\\&={\frac {L_{\mathrm {M,r} }}{L_{\mathrm {S,r} }}}&&+{\frac {L_{\mathrm {M,f} }}{L_{\mathrm {S,r} }}}\\&=\beta _{r}&&+\beta _{f}\end{alignedat}}}
Weißstandards fluoreszieren per Definition nicht: {\displaystyle L_{\mathrm {S,f} }\mapsto 0}.
Im Fall der obigen (bspw. orangen) Warnweste wird die im Anleuchtspektrum enthaltene UV-Strahlung sowie der blaue/türkise/grüne Anteil des Lichts durch die fluoreszierenden Materialien in den gelben/orangen/roten Bereich umgesetzt und emittieren in diesem Spektralbereich verstärkt Licht ({\displaystyle \beta _{f}>>0}); bei Anleuchtung mit Normlichtart A tritt dieser Effekt nicht/kaum auf, so dass die Energiekonversion unterbleibt ({\displaystyle \beta _{f}\mapsto 0}). In einschlägigen Regularien und Standards für Warnwesten wird daher  vorgeschrieben
- für Anleuchtung mit Tageslicht ein Leuchtdichtefaktor von {\displaystyle \beta \geq 30\%}
- bei Anleuchtung mit Normlichtart A (in diesem Fall sog. Nachtlicht) ein Leuchtdichtefaktor von {\displaystyle \beta \geq 3\%}.

Durch die Energiekonversion kann es zur Verschiebung des Farbortes und somit zur Änderung des Farbeindrucks kommen.

## Oberflächenstruktur
Oberflächen, die den Farbort des Anleuchtspektrums nicht verändern dürfen, jedoch trotzdem eine Erhöhung des Leuchtdichtefaktors erzielen sollen, können nicht mit fluoreszierenden Materialien eine Aufhellung erzielen. Es ist aber möglich, die Oberfläche durch Mikrostrukturierung zu bearbeiten und somit Vorzugsrichtungen zu erzielen (Beispiel Samt). Ein Leuchtdichtefaktor von {\displaystyle \beta } = 1,5 bedeutet, dass die bewertete Oberfläche bei einer konkreten Anleuchtung und einer bestimmten Beobachtungsgeometrie sowie einem definierten Referenzspektrum 50 % mehr Licht emittiert als ein Weißnormal. Das Licht wird in diese Richtung bevorzugt abgegeben/„verstärkt“. Leuchtdichtefaktoren von über 100 % sind nicht ungewöhnlich. Eine Vorzugsrichtung der Oberfläche zur Lichtverstärkung kann im natürlichsten Fall durch Totalreflexion entstehen. Jede andere Art ist vorstellbar (Katzenaugen etc.).

## Beispiele
- Warndreiecke nach UN/ECE R 27
- Warntafeln
  - nach UN/ECE R 69
  - nach UN/ECE R 70
- Konturkennzeichnung nach UN/ECE R 104
- Warnkleidung nach ISO EN 20471
- Projektions-Bildwände.